# Pilocrocis
Pilocrocis är ett släkte av fjärilar. Pilocrocis ingår i familjen Crambidae.

## Dottertaxa tillPilocrocis, i alfabetisk ordning[1]
- Pilocrocis agavealis
- Pilocrocis albida
- Pilocrocis angulifera
- Pilocrocis anigrusalis
- Pilocrocis antenoralis
- Pilocrocis apellalis
- Pilocrocis barcalis
- Pilocrocis bastalis
- Pilocrocis benedictalis
- Pilocrocis buckdeyi
- Pilocrocis cachiana
- Pilocrocis calamistis
- Pilocrocis campalis
- Pilocrocis caudatella
- Pilocrocis caustichroalis
- Pilocrocis chathamalis
- Pilocrocis citrina
- Pilocrocis collustralis
- Pilocrocis confixalis
- Pilocrocis conjunctalis
- Pilocrocis coptobasis
- Pilocrocis cora
- Pilocrocis cryptalis
- Pilocrocis cubanalis
- Pilocrocis cuprealis
- Pilocrocis cupreinitens
- Pilocrocis cuprescens
- Pilocrocis cyclostigma
- Pilocrocis cyranonalis
- Pilocrocis cyrisalis
- Pilocrocis damonalis
- Pilocrocis decora
- Pilocrocis delimitalis
- Pilocrocis deltalis
- Pilocrocis dentilinealis
- Pilocrocis dichocrosialis
- Pilocrocis discodontalis
- Pilocrocis dithyralis
- Pilocrocis dryalis
- Pilocrocis erebusalis
- Pilocrocis eriomorpha
- Pilocrocis estebanalis
- Pilocrocis eurypalpalis
- Pilocrocis evanidalis
- Pilocrocis externalis
- Pilocrocis fanovalis
- Pilocrocis femoralis
- Pilocrocis fenestralis
- Pilocrocis fimbrialis
- Pilocrocis flagellalis
- Pilocrocis flavicorpus
- Pilocrocis floccosa
- Pilocrocis fulvicolor
- Pilocrocis fulviferalis
- Pilocrocis fulviflavalis
- Pilocrocis fumidalis
- Pilocrocis gillippusalis
- Pilocrocis glaucitalis
- Pilocrocis glaucusalis
- Pilocrocis gnamptoceralis
- Pilocrocis goniopalpia
- Pilocrocis granjae
- Pilocrocis grisealis
- Pilocrocis guianalis
- Pilocrocis holoxantha
- Pilocrocis huancabambae
- Pilocrocis hypoleucalis
- Pilocrocis infuscalis
- Pilocrocis ingeminata
- Pilocrocis italavalis
- Pilocrocis janinalis
- Pilocrocis lactealis
- Pilocrocis laralis
- Pilocrocis latifuscalis
- Pilocrocis lauralis
- Pilocrocis lehialis
- Pilocrocis leucalis
- Pilocrocis leucochasma
- Pilocrocis leucoplagalis
- Pilocrocis longidentalis
- Pilocrocis maceralis
- Pilocrocis malagassica
- Pilocrocis malgassica
- Pilocrocis mapetalis
- Pilocrocis melangnatha
- Pilocrocis melastictalis
- Pilocrocis memmialis
- Pilocrocis metachrysias
- Pilocrocis metalalis
- Pilocrocis metatalis
- Pilocrocis microthyralis
- Pilocrocis milvinalis
- Pilocrocis modestalis
- Pilocrocis monostigmatalis
- Pilocrocis monothyralis
- Pilocrocis musalis
- Pilocrocis nalotalis
- Pilocrocis nebridopepla
- Pilocrocis nigridentalis
- Pilocrocis nigridior
- Pilocrocis nubilinea
- Pilocrocis pachyceralis
- Pilocrocis pallidipuncta
- Pilocrocis pargialis
- Pilocrocis patagialis
- Pilocrocis pellucidalis
- Pilocrocis perfuscalis
- Pilocrocis phaeocoryla
- Pilocrocis phricosticha
- Pilocrocis plicatalis
- Pilocrocis plumbicostalis
- Pilocrocis plumipes
- Pilocrocis polialis
- Pilocrocis poliochroa
- Pilocrocis polyphemalis
- Pilocrocis prosalis
- Pilocrocis pseudopelochra
- Pilocrocis pterygodia
- Pilocrocis ptochura
- Pilocrocis purpurascens
- Pilocrocis ramentalis
- Pilocrocis rectilinealis
- Pilocrocis reniferalis
- Pilocrocis resinalis
- Pilocrocis rooalis
- Pilocrocis roxonalis
- Pilocrocis runatalis
- Pilocrocis serratilinealis
- Pilocrocis sixolalis
- Pilocrocis sororalis
- Pilocrocis stephanorma
- Pilocrocis straminealis
- Pilocrocis subcandidalis
- Pilocrocis sumatralis
- Pilocrocis synomotis
- Pilocrocis tenebralis
- Pilocrocis tortuosalis
- Pilocrocis tripunctata
- Pilocrocis umbralis
- Pilocrocis unipunctalis
- Pilocrocis usticinctalis
- Pilocrocis verecundalis
- Pilocrocis vogli
- Pilocrocis xanthostictalis
- Pilocrocis xanthozonalis
- Pilocrocis xanthyalinalis
- Pilocrocis xiphialis